# Naqadeh
Naqadeh o Naghadeh (in curdo Nexede‎; farsi نقده, azero Sulduz) è il capoluogo dello shahrestān di Naqadeh nell'Azarbaijan occidentale. Si trova a sud del lago di Urmia. Nelle vicinanze si trova il sito archeologico di Teppe Hasanlu.
La città si trova tra il Piranshahr e l'urmia